# Östergötlands runinskrifter 16
Östergötlands runinskrifter 16 är en försvunnen vikingatida runsten i Kuddby kyrka, Kuddby socken och Norrköpings kommun. Runstenen var inmurad i kyrkomuren men rapporteras 1828 ha vittrat sönder till grus. Möjligen var stenen eldskadad.

## Inskriften
Translitterering av runraden:
[sufur : ris... ... ... ... ... ...uþur : sin :]
Normalisering till runsvenska:
Syvurr ræis[ti] ... ... ... ... [br]oður sinn.
Översättning till nusvenska:
Syvurr reste ... sin broder